# Абдюль Фрашері
Абдюль Фрашері (алб. Abdyl Frashëri, тур. Fraşerli Abdül bey; нар. 1 червня 1839, Фрашері, Пермет, Османська імперія — пом. 23 жовтня 1892, Константинополь, Османська імперія) або Абдулла Хюсню Фрашері — дипломат, державний діяч і ідеолог албанського національно-культурного відродження, ініціатор створення і лідер Прізренської ліги, засновник Центрального комітету по захисту албанських прав в Стамбулі, заступник представника вілаєта Яніна Османської імперії під час I Конституційної ери (1876–1877 рр..).
Народний Герой Албанії. Старший брат Наїм Фрашері і Самі Фрашері. Племінниками Абдюля Фрашері були прем'єр-міністр Албанії Мехді Фрашері і  Алі Самі Єн.